# Liste des maires de Gergy

## Liste des maires
| Période       | Période       | Identité                   | Étiquette    | Qualité |
| ------------- | ------------- | -------------------------- | ------------ | --- |
| 1791          | 1793          | M. Pinot                   |              | |
| 1793          | 1796          | M. Cavard                  |              | |
| 1796          | 1797          | M. Pinot                   |              | |
| 1797          | 1799          | Jean Marie Étienne Tribert |              | |
| 1799          | 1799          | M. Linage                  |              | |
| 1799          | 1800          | François Poulleau          |              | |
| 1800          | 1804          | Jean Marie Étienne Tribert |              | |
| 1804          | 1804          | François Poulleau          |              | |
| 1804          | 1811          | Louis Lamy                 |              | |
| 1811          | 1815          | François Chabè             |              | |
| 1815          | 1818          | Louis Callard              |              | |
| 1818          | 1820          | Louis Seurre               |              | |
| 1820          | 1821          | Pierre Jailloux            |              | |
| 1821          | 1828          | Marc Antoine Joseph        |              | |
| 1828          | 1839          | François Chabè             |              | |
| 1839          | 1848          | Pierre Jailloux            |              | |
| 1848          | 1852          | Jean Baptiste Cointot      |              | |
| 1852          | 1856          | Claude Laroze              |              | |
| 1856          | 1870          | Étienne Raffort            |              | |
| 1870          | 1871          | Ernest Benoit              |              | |
| 1871          | 1878          | Jean Cavard                |              | |
| 1878          | 1884          | Jean Félix Loranchet       | Républicain  | Médecin Député de Saône-et-Loire (1883 → 1889) Conseiller général du canton de Verdun-sur-le-Doubs (1879 → 1892) |
| 1884          | 1914          | Pierre Mazuet              |              | |
| 1914          | 1919          | François Cormier           |              | |
| 1919          | 1925          | Claude Mazuet              |              | |
| 1925          | 1929          | Jean Ravoux                |              | |
| 1929          | 1935          | Pierre Jacquard            |              | |
| 1935          | 1945          | Félix Prothet              |              | |
| 1945          | mai 1953      | Antoine Moingeon           |              | |
| mai 1953      | mars 1983     | Paul Château               | SFIO puis PS | Régisseur agricole et forestier Conseiller régional de Bourgogne (1979 → 1982)                                   |
| mars 1983     | novembre 1998 | André Questat              | PS           | Directeur d’école retraité                                                                                       |
| novembre 1998 | mars 2014     | Daniel Galland             | PS           | |
| mars 2014     | En cours      | Philippe Fournier          | DVG          | Agriculteur |

## Pour approfondir